# 守山郵便局
守山郵便局（もりやまゆうびんきょく）
- 愛知県名古屋市守山区にある郵便局。本記事で記述する。
- 福島県郡山市にある郵便局。局番号は82073。

守山郵便局（もりやまゆうびんきょく）は愛知県名古屋市守山区小幡中にある郵便局。民営化前の分類では集配普通郵便局であった。

## 概要

### 住所
- 〒463-8799：愛知県名古屋市守山区小幡中2-1-67

### 併設施設
- ゆうちょ銀行守山店（名古屋支店守山出張所）：取扱店番号214160

## 沿革
- 1955年（昭和30年）2月1日 - 和文電報受付事務の取扱を開始[1]。
- 1958年（昭和33年）11月1日 - 小幡郵便局から守山郵便局に改称[2]。
- 1959年（昭和34年）6月8日 - 廃止[3]。同日、同名の守山郵便局が開局[4]。
- 1971年（昭和46年） - 新局舎完成。
- 1998年（平成10年）9月1日 - 外国通貨の両替および旅行小切手の売買に関する業務取扱を開始。
- 2007年（平成19年）10月1日 - 民営化に伴い、併設された郵便事業守山支店、ゆうちょ銀行守山店に一部業務を移管。
- 2012年（平成24年）10月1日 - 日本郵便株式会社発足に伴い、郵便事業守山支店を守山郵便局に統合。

## 取扱内容

### 守山郵便局
- 郵便、印紙、ゆうパック、内容証明
- 生命保険、バイク自賠責保険、自動車保険、がん保険、引受条件緩和型医療保険
- 地方公共団体事務（名古屋市営バス・電車利用券等の交付）
- 「463-00xx」「463-08xx」区域（愛知県名古屋市守山区の全域）の集配業務
- ゆうゆう窓口（24時間営業）

### ゆうちょ銀行守山店
- 貯金、貸付、為替、振替、振込、国際送金、外貨両替、トラベラーズチェック、国債、投資信託、変額年金保険
- ATM

## 周辺
- 名古屋市守山区役所

## アクセス
- 名鉄瀬戸線 小幡駅から徒歩で約14分。
- 名古屋市営バス「西城」停留所下車。
- 名古屋第二環状自動車道 小幡ICから南西へ約1.5km。
- 駐車場あり：19台